# Harbottle
Harbottle – wieś w Anglii, w hrabstwie Northumberland. Leży 51 km na północny zachód od miasta Newcastle upon Tyne i 445 km na północ od Londynu. W 2001 miejscowość liczyła 235 mieszkańców.